# Aėradromnaja (metropolitana di Minsk)
La stazione Aėradromnaja (Аэрадромная; in russo Аэродромная?, Aėrodromnaja) è una stazione in costruzione della metropolitana di Minsk, sulla linea Zielienalužskaja.